# 브렛 클레이웰
브렛 클레이웰(Brett Claywell, 1978년 4월 11일 ~ )은 미국의 배우이다.